# Charles Maung Bo
Charles Maung Bo (29. listopada 1948.) burmanski je katolički prelat koji služi kao nadbiskup od Yangona od 7. lipnja 2003. godine.
Papa Franjo je 4. siječnja 2015. najavio da će Boa imenovati kardinalom 14. veljače iste godine. Na toj ceremoniji dodijeljena mu je titularna crkva Sant'Ireneo a Centocelle.